# Collet dels Pastors
El Collet dels Pastors és una collada situada al límit municipal entre Prats de Rei i Sant Pere Sallavinera a la comarca de l'Anoia.
Ubicat a l'extrem nord-est del terme municipal de Els Prats de Rei, separa la devesa del Mosso de la plana del Benet i la vinya de l'Anxuvino. Hi neix el Torrent de Seguers.